# 王屋水库
王屋水库，位于中国山东省龙口市东南部，黄水河中游，建于1958～1959年，控制流域面积320平方公里，总库容1.49亿立方米。大坝为粘土心墙砂壳坝，全长761米，最大坝高为28.3米。水库设计灌溉面积10万亩，有效灌溉面积6000公顷。王屋水库景色秀丽，现为中国国家水利风景区。